# Burmistrzowie Hamburga
Lista burmistrzów Hamburga ułożona chronologicznie.

## XIII wiek
- Hartwicus de Erteneborch 1293-1305
- Werner de Metzendorp 1293-1332
- Johan Miles 1300-1329
- Hinricus Longus 1300-1304
- Johannes filius Oseri 1300-1316

## XIV wiek
- Jan de Monte 1325-1328
- Hinricus de Hetfeld 1325-1335
- Mikołaj Fransoiser 1341-1359
- Mikołaj de Monte 1341-1344
- Hellingbernus Hetvelt 1341-1350
- Jan Horborch 1343-1345
- Tidericus Uppenperde 1343-1348
- Jan Militis 1347-1360
- Hinricus Hoop 1350-1367
- Thidericus Uppenperde 1350-1366
- Hinricus de Monte 1356-1380
- Hinricus Hoyeri 1361-1375
- Bertram Horborch 1366-1397
- Werner de Wighersen 1367-1378
- Ludolf de Holdenstede 1375-1389
- Kersten Miles 1378-1420
- Hinricus Ybing 1381-1390
- Jan Hoyeri 1389-1402
- Markwart Schreye 1390-1419
- Majnard Buxtehude 1397-1413

## XV wiek
- Hilmarus Lopow 1401-1410
- Johannes Luneborg 1411-1431
- Hinricus de Monte 1413-1451
- Hinricus Hoyeri 1417-1447
- Johannes Wighe 1420-1438
- Bernhardus Borsteld 1422-1429
- Vicco de Hove 1431-1442
- Simon van Utrecht 1433-1437
- Hinricus Koting 1439-1467
- Thidericus Luneborg 1443-1458
- Detlevus Bremer 1447-1464
- Hinrick Lopow 1451-1470
- Dirick Gherlefstorp 1452-1455
- Hinrick Leseman 1458-1464
- Erik van Tzeven 1464-1478
- Albert Schilling 1464-1480
- Hinrick Murmester 1466-1481
- Johannes Meiger 1472-1486
- Johannes Huge 1478-1499
- Nicolaus de Sworen 1480-1490
- Hermen Langenbeck 1481-1517
- Henning Buring 1486-1499
- Erik van Tzeven 1499-1504
- Detlef Bremer 1499-1506

## XVI wiek
- Bartelt vam Ryne 1505-1524
- Marquard vam Lo 1507-1519
- Johannes van Spreckelsen 1512-1517
- Nicolaus Thode 1517-1524
- Dirick Hohusen 1517-1546
- Gerd vam Holte 1520-1529
- Hinrick Salsborg 1523-1531
- Johann Hulp 1524-1546
- Johannes Wetken 1529-1533
- Pawel Grote 1531-1537
- Albert Westede 1533-1538
- Johannes Rodenborg 1536-1547 (Rodenburg)
- Peter van Spreckelsen 1538-1553
- Jurgen Plate 1546-1557
- Hinrick vam Broke 1546-1548
- Matthias Rheder 1547-1571
- Dithmar Koel 1548-1563
- Albert Hackemann 1553-1580
- Laurens Niebur 1557-1580
- Hermen Wetken 1564-1593
- Evert Moller 1571-1588
- Pawel Grote 1580-1584
- Johannes Niebur 1581-1590
- Nicolaus Vogeler 1585-1587
- Joachim vam Kampe 1588-1594
- Dirick van Eitzen 1589-1598
- Erik van der Fechte 1591-1613
- Joachim Bekendorp 1593-1614
- Dirick vam Holte 1595-1605
- Vincentius Moller 1599-1621

## XVII wiek
- Evert Twestreng 1606-1609
- Hieronymus Vogeler 1609-1642
- Sebastian van Bergen 1614-1623
- Johann Wetken 1614-1616
- Bartholomeus Beckmann 1617-1622
- Joachim Clan 1622-1632
- Albert van Eitzen 1623-1653
- Ulrich Winckel 1624-1649
- Johann Brand 1633-1652
- Bartholomeus (Barthold) Moller 1643-1667
- Nicolaus Jarre 1650-1678
- Johann Schlebusch 1653-1659
- Peter Lutkens 1654-1666
- Wolfgang Maurer 1660-1662
- Bartholomeus Twestreng 1663-1668
- Johann Schrötteringk 1667-1676
- Johann Schulte 20 czerwca 1668 – 2 marca 1697
- Broder Paulsen 15 czerwca 1670 – 19 stycznia 1680
- Johann Schröder 12 października 1676 – 15 sierpnia 1684
- Hinrich Meurer 10 sierpnia 1678 – 5 czerwca 1684; 12 listopada 1686 – 14 lipca 1690
- Diedrich Moller 1680 – 1687
- Johann Schlüter 13 czerwca 1684 – 21 października 1686
- Joachim Lemmermann 22 sierpnia 1684 – 28 marca 1704
- Peter Lütkens 3 listopada 1687 – 28 sierpnia 1717
- Johann Diedrich Schafshausen 22 lipca 1690 – 10 listopada 1697
- Hieronymus Hartwig Moller 10 marca 1697 – 6 grudnia 1702
- Peter von Lengerke 18 listopada 1697 – 17 listopada 1709

## XVIII wiek
- Julius Surland 14. Dezember 1702 – 28. Juli 1703
- Gerhard Schröder 4. August 1703 – 28. Januar 1723
- Paul Paulsen 4. April 1704 – 30. Juni 1712
- Lucas von Bostel(inne języki) 27. November 1709 – 15. Juli 1716
- Ludewig Becceler 7. Juli 1712 – 30. Juni 1722
- Bernhard Matfeld 24. Juli 1716 – 30. Juli 1720
- Garlieb Sillem 7. September 1717 – 26. Dezember 1732
- Hinrich Diedrich Wiese 6. August 1720 – 1. Februar 1728
- Hans Jacob Faber 8. Juli 1722 – 15. November 1729
- Johann Anderson 5. Februar 1723 – 3. Mai 1743
- Rütger Rulant 11. Februar 1728 – 22. November 1742
- Daniel Stockfleth 23. November 1729 – 29. Januar 1739
- Martin Lucas Schele 6. Januar 1733 – 11. Januar 1751
- Johann Hermann Luis 7. Februar 1739 – 16. September 1741
- Cornelius Poppe 26. September 1741 – 20. November 1759
- Conrad Widow 1. Dezember 1742 – 19. Oktober 1754
- Nicolaus Stampeel 14. Mai 1743 – 23. Mai 1749
- Clemens Samuel Lipstorp 3. Juni 1749 – 8. Dezember 1750
- Lucas von Spreckelsen 17. Dezember 1750 – 27. Juli 1751
- Martin Hieronymus Schele 19. Januar 1751 – 20. November 1774
- Lucas Corthum 3. August 1751 – 9. Januar 1765
- Nicolaus Schuback(inne języki) 29. Oktober 1754 – 28. Juli 1783
- Peter Greve 23. November 1759 – 21. April 1780
- Vincent Rumpff 17. Januar 1765 – 20. März 1781
- Johann Schlüter 29. November 1774 – 5. September 1778
- Albert Schulte 11. September 1778 – 3. Januar 1786
- Frans Doormann(inne języki) 28. April 1780 – 22. August 1784
- Jacob Albrecht von Sienen 28. März 1781 – 22. August 1800
- Johann Anderson 4. August 1783 – 12. Januar 1790
- Johann Luis 27. August 1784 – 31. Januar 1788
- Johann Adolph Poppe 11. Januar 1786 – 28. August 1807
- Martin Dorner 8. Februar 1788 – 12. April 1798
- Franz Anton Wagner 22. Januar 1790 – 13. November 1801
- Daniel Lienau 20. April 1798 – 13. Februar 1811, 18. März 1813 – 5. Juni 1816
- Peter Hinrich Widow 29. August 1800 – 16. Oktober 1802

## 1801–1860
- Friedrich von Graffen 20. November 1801 – 13. Februar 1811, 18. März 1813 – 17. März 1820
- Wilhelm Amsinck(inne języki) 23. Oktober 1802 – 13. Februar 1811, 18. März 1813 – 21. Juni 1831
- Johann Arnold Heise 4. September 1807 – 13. Februar 1811, 18. März 1813 – 5. März 1834
- Christian Matthias Schröder 12. Juni 1816 – 6. Juli 1821
- Johann Heinrich Bartels 25. März 1820 – 1. Februar 1850
- Johann Daniel Koch 13. Juli 1821 – 26. April 1829
- Martin Garlieb Sillem 4. März 1829 – 24. Februar 1835
- Amandus Augustus Abendroth(inne języki) 29. Juni 1831 – 14. Dezember 1842
- Martin Hieronymus Schrötteringk 12. März 1834 – 19. August 1835
- Christian Daniel Benecke 2. März 1835 – 5. März 1851
- David Schlüter 26. August 1835 – 24. November 1843
- Heinrich Kellinghusen 1. Bgm Cath.Petri 1843/44, 1845/46, 1847/48, 1851/52, 1853/54, 1855/56, 1857/58, 1859/60
- Johann Ludewig Dammert 27. November 1843 – 25. Januar 1855
- Nicolaus Binder 1. Bgm 1855, 1857, 1859, 1861; 2. Bgm 1856, 1858, 1860

### Republika Weimarska
- Werner von Melle(inne języki): 31 marca 1919 – 21 grudnia 1919
- Gustav Sthamer(inne języki): 21 grudnia 1919 – 13 lutego 1920
- Arnold Diestel(inne języki): 14 lutego 1920 – 3 stycznia 1924
- Carl Wilhelm Petersen(inne języki), DDP: 4 stycznia 1924 – 31 grudnia 1929
- Rudolf Roß(inne języki), SPD: 1 stycznia 1930 – 31 grudnia 1931
- Carl Petersen, DDP: 1 stycznia 1932 – 7 marca 1933

### III Rzesza
- Carl Vincent Krogmann(inne języki), NSDAP: 8 marca 1933 – 11 maja 1945

### Okupacja brytyjska
- Rudolf Petersen, CDU: 15 maja 1945 – 22 listopada 1946

### Republika Federalna Niemiec
- Max Brauer(inne języki), SPD: 22 listopada 1946 – 2 grudnia 1953
- Kurt Sieveking, CDU: 2 grudnia 1953 – 4 grudnia 1957
- Max Brauer(inne języki), SPD: 4 grudnia 1957 – 31 grudnia 1960
- Paul Nevermann(inne języki), SPD: 1 stycznia 1961 – 9 czerwca 1965
- Herbert Weichmann(inne języki), SPD: 9 czerwca 1965 – 9 czerwca 1971
- Peter Schulz(inne języki), SPD: 9 czerwca 1971 – 4 listopada 1974
- Hans-Ulrich Klose(inne języki), SPD: 12 listopada 1974 – 22 maja 1981
- Klaus von Dohnanyi, SPD: 24 czerwca 1981 – 8 czerwca 1988
- Henning Voscherau, SPD: 8 czerwca 1988 – 8 października 1997
- Ortwin Runde, SPD: 12 listopada 1997 – 31 października 2001
- Ole von Beust, CDU: 31 października 2001 – 25 sierpnia 2010
- Christoph Ahlhaus, CDU: 25 sierpnia 2010 – 7 marca 2011
- Olaf Scholz, SPD: 7 marca 2011 – 13 marca 2018
- Peter Tschentscher, SPD: od 28 marca 2018